# Anders Frandsen
Anders Frandsen (8 de dezembro de 1960 - 1 de janeiro de 2012) foi um músico, cantor, ator e  apresentador de televisão dinamarquês.
Anders ainda não tinha formação de ator, mas apareceu na década de 1980 em peças teatrais. Mais tarde surgiu como apresentador do canal de televisão dinamarquês Kanal 2, juntamente com Camilla Miehe-Renard.
Em 1991, ganhou a final do Dansk Melodi Grand Prix com a canção "Lige der hvor hjertet slår", ganhando o direito de representar a Dinamarca no Festival Eurovisão da Canção 1991, onde terminou num modesto 19.º lugar, entre 22 participantes, arrecadando apenas 8 pontos. Isso não beliscou a sua popularidade e foi o apresentador do Dansk Melodi Grand Prix do ano seguinte. Durante alguns foi apresentador do canal de televisão TV3 em vários programas como "Knald eller Fald", "Stjerneskud" (um programa de novos talentos tipo "Chuva de Estrelas" e também um programa de manhã. Em 1997, foi desaparecendo lentamente da televisão.
Frendsen participou no Dansk Melodi Grand Prix de 2001, apresentando uma das canções e também participando na série televisiva Ørnen em 2004. Em 2005, participou do programa Twist & Shout no TV2 Charlie.
Na noite de 1 de janeiro de 2012, Frandsen foi encontrado morto pelos seus amigos no seus apartamento em Hellerup (uma vila nos arredores de Copenhaga) que chamaram os serviços de emergência, que declaram morto no local. Frandsen tinha colocado um barbecue de jardim no seu quarto e ligou-o, causando-lhe a morte por envenenamento por monóxido de carbono. Foi descoberto que ter-se-à suicidado, mas a hora exata da morte é desconhecido. Frandsen tinha 51 anos.